# Jakob Friedrich von Rüchel-Kleist
Pour les articles homonymes, voir Kleist.
Jakob Friedrich von Rüchel-Kleist (né le 25 janvier 1778 à Segenthin, arrondissement de Schlawe-en-Poméranie (de) et mort le 15 mars 1848 à Dantzig) est un général d'infanterie prussien et gouverneur de Dantzig.

## Biographie

### Origine
Il est issu de l'ancienne famille noble de Poméranie von Kleist, dont les racines remontent au début du Moyen Âge et qui a produit non seulement des personnalités militaires importantes mais aussi des poètes de renom. Son grand-père Franz Ulrich von Kleist (de) est déjà général, tout comme son oncle Franz Casimir von Kleist et son fils Friedrich Ludwig Heinrich von Kleist, également l'un de ses neveux, Karl Wilhelm Heinrich von Kleist. Jakob Friedrich est le fils du directeur régional Carl Caspar von Kleist (1734-1808) et de son épouse Marie Luise, née von Böhn. Kleist est adopté au printemps 1807 par Ernst von Rüchel, qui lui-même n'a pas d'héritiers mâles.

### Carrière militaire
Après l'école secondaire de Neu-Ruppin, Kleist rejoint le 12e régiment d'infanterie « von Kleist » de l'armée prussienne à Prenzlau en tant que caporal privé le 6 février 1792 et combat dans la guerre contre la France en 1792/94. Le 2 mars 1794, il devient enseigne et le 12 mai 1796, il devient sous-lieutenant. À ce titre, il sert comme adjudant régimentaire de 1797 à 1799. Kleist étudie à l'école de guerre fondée à Berlin à partir de 1801 et est l'un des meilleurs élèves de Gerhard von Scharnhorst à l'académie des jeunes officiers. Kleist est membre de la Société militaire et devient premier lieutenant le 13 février 1804, en même temps adjudant de l'Inspection d'infanterie de Potsdam sous la direction du général d'infanterie Ernst von Rüchel. À ce poste, il devient capitaine d'état-major le 22 septembre 1805. Kleist participe, entre autres, aux campagnes de 1806/07 contre Napoléon Bonaparte en tant qu'adjudant de Rüchel et notamment à la bataille d'Iéna. Après la paix de Tilsit, il quitte le service et reçoit son brevet de major le 25 août 1807.
Lors de la campagne d'Allemagne, il reprend du service et dirige différents commandements d’état-major et de campagne. Nommé en 1813 commandant du 4e régiment de réserve de Poméranie, il participe à l'encerclement de Stettin, est bientôt transféré à l'état-major du général Ludwig von Borstell et participe en tant que lieutenant-colonel aux batailles de Gross Beeren, Dennewitz et Leipzig. Au début de 1814, il commande le 1er régiment de Landwehr de Westphalie ; plus tard commandant de Bois-le-Duc et dirige le blocus d'Anvers. Lors de la campagne de 1815, il commande une brigade du corps d'armée de Zieten sous les ordres du général von Jagow. Il obtient la croix de fer de 2e classe à la bataille de Hoyerswerda et la croix de fer de 1re classe à Ligny en 1815. Il participe également à la bataille de Waterloo.
Après les guerres napoléoniennes, il devient commandant du 3e brigade d'infanterie et général de division en 1820, puis lieutenant général et commandant de la 4e division d'infanterie en 1833. Gouverneur de Dantzig depuis le 30 mars 1838, la ville lui décerne la citoyenneté d'honneur le 17 février 1842 à l'occasion de son 50e anniversaire de service. Pour la même occasion, il a déjà reçu quelques jours plus tôt, le 6 février, l'ordre de l'Aigle rouge de 1re classe avec brillants. Avec l'attribution du caractère de général d'infanterie, Kleist est mis à la retraite avec pension le 23 décembre 1847 pour des raisons de santé et à sa demande.
Une amitié d'enfance le lie à l'écrivain Friedrich de La Motte-Fouqué.

### Famille
En tant que major, Kleist se marie avec Caroline Friederike Sophie Albertine von Rüchel (1790-1831), 17 ans, le 16 janvier 1808. Elle est la plus jeune fille d'Ernst von Rüchel. Rüchel-Kleist acquiert le grand domaine d'Hoffelde, non loin d'Haseleu, la résidence de son beau-père. À partir du 2 janvier 1810, il se fait appeler « von Rüchel, sinon von Kleist », également « von Rüchel-Kleist ». Le mariage donne naissance à sept enfants :
- Friedrich Wilhelm (1814-1815)
- Elisabeth Philippine Karoline (de) (1820-1899) mariée avec Karl Wilhelm Ludwig Franz von Dewitz gen. Krebs. En tant qu'écrivaine sous le nom d'Elise von Fernhain, elle publie une vingtaine de romans populaires[16].
- Friedrich Wilhelm (1822-1844), officier prussien
- Johanne Luise Sophie (1824) mariée avec Heinrich Wilhelm Freiherr von Eckardstein (1804-1871)[17]
- Franz Karl (1825-1858), officier prussien
- Friederike Marie Albertine (1821) mariée avec Hermann von Weyher (de) (1800–1871), député d'arrondissement et régional, seigneur de Bozepol et Felstow
- Albrecht Philipp (1828-1876), officier prussien